# St. Georg (Langenweddingen)

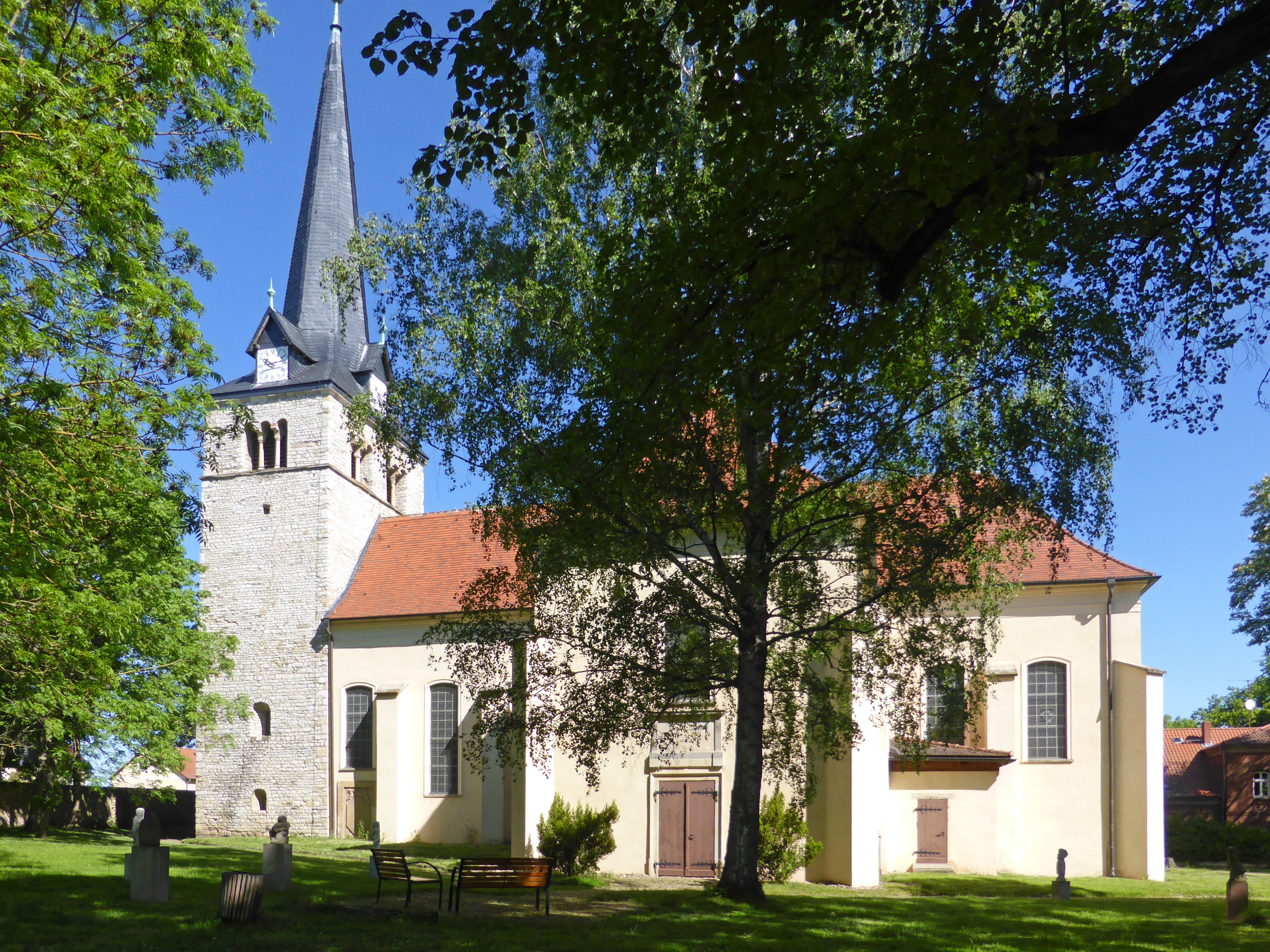
St. Georg (Langenweddingen)

Die evangelische Kirche St. Georg ist eine barocke Saalkirche auf Kreuzgrundriss im Ortsteil Langenweddingen der Gemeinde Sülzetal im Landkreis Börde in Sachsen-Anhalt. Sie gehört zum Kirchengemeindeverbund Sülzetal im Kirchenkreis Egeln der Evangelischen Kirche in Mitteldeutschland (EKMD).

## Geschichte und Architektur
Die Kirche wurde im Jahr 1703 als einschiffige kreuzförmige Anlage von zwei Jochen im Norden, Osten und Süden und drei Jochen im westlichen Kreuzarm unter Einbeziehung eines spätromanischen querrechteckigen Westturms durch Heinrich Schmutze aus Magdeburg erbaut, wie aus Bauinschriften über den barocken Querhausportalen hervorgeht. Der Turm ist mit einem schlanken oktogonalen Spitzhelm bekrönt. Das durch ein Gesims abgesetzte Glockengeschoss ist mit dreiteilig gekuppelten Schallöffnungen versehen. Die eingestellten Säulchen mit Würfelkapitellen wurden 1913 teilweise erneuert.
Die dringend erforderliche Restaurierung der Kirche wurde 2005/06 durch Spenden der Deutschen Stiftung Denkmalschutz unterstützt.
Das Schiff wird durch große flachbogige Fensteröffnungen zwischen dreiviertelhohen Strebepfeilern erhellt, ein breites Putzband dient als Traufgesims.
Innen wird das Bauwerk durch Gratgewölbe auf Wandvorlagen gedeckt, über der Vierung ist ein achtteiliges Klostergewölbe eingezogen. Bestimmend für den Raumeindruck ist die einheitliche prächtige, barocke Ausstattung mit einer dreiseitig umlaufenden Empore zwischen hölzernen Säulen. An der Brüstung sind queroblonge Schriftfelder mit Rahmenwerk und über das untere Gesims gelegte Festons mit Blütenranken und Fruchtgehängen angeordnet.

## Ausstattung
Das Hauptstück der Ausstattung bildet ein großer Altaraufbau von der Breite des Chores aus dem Jahr 1713, das Schnitzwerk wurde von Michael Helwig aus Helmstedt ausgeführt. Zwischen Säulenstellungen auf hohen Postamenten sind Muschelnischen mit Lukas und Johannes (innen) sowie Mauritius und Georg (außen) angeordnet. Oberhalb des kräftigen Gesimses ist der triumphierende Christus, begleitet von Matthäus und Markus dargestellt. Das Altarbild wurde um die Mitte des 19. Jahrhunderts durch eine Ölbergszene ersetzt; das ältere Kreuzigungsgemälde aus der Predella ist gesondert aufgehängt. Mit diesem etwa gleichzeitig ist ein Gemälde der Grablegung entstanden. Die  Kanzel aus der gleichen Zeit ist mit reichem Akanthus und Engelsköpfen geschmückt. Das achteckige Taufbecken auf gedrungenem Schaft ist auf das Jahr 1510 datiert. Die Orgel ist mit reichem Prospekt versehen und wird Arp Schnitger aus Magdeburg zugeschrieben, das heutige Werk stammt von der Firma Voigt und wurde 2018 restauriert. Auf dem stark verkröpften Gesims sind musizierende Engel dargestellt, an der Emporenbrüstung König David. Hinter dem Altar erinnern zwei Grabsteine mit dekorativ gerahmten Schriftkartuschen an Pfarrer Christoph Hoffmann († 1689), und Margaretha Elisabeth Düren († 1681). Ein Pastorenbildnis zeigt Johann Dietrich († 1731). Zwei Bronzeglocken wurden 1585 von Hans Olemann und 1780 von Christian Gottfried Ziegner geschaffen.